# Jang Hyung-seok
Jang Hyung-seok (장형석?; 7 luglio 1972) è un ex calciatore sudcoreano, di ruolo difensore.